# Transmétallation
La transmétallation est un type générique de réaction en chimie organométallique qui consiste en l'échange de deux ligands entre deux centres métalliques.
Les centres métalliques ne sont pas nécessairement les mêmes, et les ligands R et R' peuvent être organiques ou non. La réaction de double déplacement y est conceptuellement rattachée.
La transmétallation est une étape importante dans la synthèse de nombreux composés organométalliques. Les complexes carbéniques N-hétérocycles d'argent sont ainsi facilement formés et sont parfois utilisés pour transférer les ligands carbéniques à d'autres complexes métalliques à ligands labiles comme l'acétonitrile ou le 1,5-cyclooctadiène. Ainsi, par exemple :
2 L-H+ + Ag2O → L2Ag+...AgX− (X = contre-ion du ligand précurseur L-H+)
L-Ag...AgX + PdCl2MeCN2 → PdL2Cl2
Ce type de réaction apparaît aussi fréquemment dans les cycles catalytiques de nombreuses réactions organiques comme la réaction de Stille et le couplage de Negishi.